# Langtarai
Langtarai (probablement deformació de Laktardi, nom d'un deu local) és una serralada muntanyosa a Tripura a l'Índia, que corre per l'estat en direcció nord desapareixent gradualment a les planes de Sylhet. Els principals cims són el Pheng Pui, de 490 m, i el Sim Basia, de 478 m. Eren coberts amb jungla densa.